# Джамантау
Джаманта́у, или Джама́н-То́о , кирг.  Жаман тоо  (в переводе с кирг. «дурные горы») — горный хребет в Тянь-Шане, в Кыргызстане, расположенный к северо-западу от озера Чатыр-Куль. На западе, за ущельем реки Арпа, примыкает к Ферганскому хребту.
Протяжённость хребта составляет около 70 км, наивысшая точка — Карамойнок (4121 м) Хребет сложен осадочными и метаморфическими породами. Северный склон — пологий, южный круто обрывается к долине Арпы. Хребет покрыт разрежённой степной растительностью, выше — высокогорными лугами.